# جدجد ناميبي
جدجد ناميبي (الاسم العلمي: Gryllus namibius) هو نوع من الحشرات يتبع جنس الجدجد من فصيلة الجداجد الحقيقية.